# Amblyseius lencus
Amblyseius lencus är en spindeldjursart som beskrevs av Denmark och Evans 1999. Amblyseius lencus ingår i släktet Amblyseius och familjen Phytoseiidae. Inga underarter finns listade i Catalogue of Life.